# Saint-Louis-de-Blandford
Saint-Louis-de-Blandford es un municipio canadiense situado en la provincia de Quebec.

## Superficie
Saint-Louis-de-Blandford tiene una superficie de 104,36 km².

## Demografía
En 2021, tenía 1076 habitantes, una densidad poblacional de 10,3 hab./km², y 583 viviendas.